# Prince-Désir Gouano
Prince-Désir Gouano (Pariz, 24. prosinca 1993.) bivši je francuski nogometaš senegalskog porijekla. Gouano je prije dolaska u Italiju igrao u rodnoj Francuskoj, u Le Havreu iz kojega je u ljeto 2011. godine preselio u Juventus. 
Svoj prvi profesionalni nastup zabiježio je za Le Havre u prvenstvenoj utakmici protiv Metza, 25. svibnja 2011. godine. Trenutno nastupa za Juventusovu mladu momčad Primaveru.